# Holbæk (stad)
Holbæk is een havenplaats in de Deense regio Seeland, gemeente Holbæk, en telt 26.267 inwoners (2008).
De plaats werd in 1199 voor het eerst vermeld als Holbækgaard.

## Geboren
- Harry Hansen (1894-1946), voetballer
- Inga Nielsen (1946-2008), operazangeres

- Bibsys: 4001407
- Bibliothèque nationale de France: cb12349608c (data)
- Gemeinsame Normdatei: 4512984-8
- Library of Congress Control Number: n80028041
- MusicBrainz: 52a12d1d-a42f-4731-9aff-1b5b8aa18b09
- Nationale Bibliotheek van Israël: 987007562075405171
- Virtual International Authority File: 127836483
- WorldCat: E39PBJjT3djvWWGGRDdchfhWDq